# Shaanxi Y-9
Shaanxi Y-9 je čtyřmotorový střední transportní letoun vyvinutý čínskou společností Shaanxi Aircraft Corporation (SAC). Jde o kompletně přepracovanou verzi letounu Shaanxi Y-8, který je sám bezlicenční kopií sovětského letounu Antonov An-12. Prototyp Y-9 poprvé vzlétl roku 2010. Slouží jako základ pro řadu specializovaných verzí.

## Vývoj
Základem pro vývoj letounu Y-9 se stal typ Shaanxi Y-8F-600, tedy výrazně modernizovaná civilní verze letounu Y-8. Na rozdíl od něj má Y-9 pevnější trup, moderní „skleněný kokpit“, silnější domácí turbovrtulové motory Zhuzhou WJ-6C se šestilistými kompozitními vrtulemi JL-4 a nosnost zvýšenou na 25 tun. Vývoj letounu začal roku 2001 pod označením Y-8X. Model Y-8X byl veřejnosti poprvé představen roku 2002 na veletrhu Zhuhai Air Show v Ču-chaj. Pod konečným označením Y-9 byl poprvé vystavován roku 2005 na Aviation Expo China v Pekingu. Stavba prvního prototypu byla zahájena roku 2006. První let prototypu proběhl 5. listopadu 2010. Typ byl do služby zaveden roku 2012.

## Varianty
- Y-9JB (alias GX-8) – Letoun pro elektronický průzkum. První spatřen roku 2011. Postaveny nejméně čtyři stroje.[4]
- Y-9W (alias GX-9, znám jako KJ-500) – Letoun včasné výstrahy (AWACS). Ve vypouklém disku nad trupem nese radar kategorie AESA. Roku 2013 spatřeny dva prototypy, roku 2014 byly letectvu ČLOA dodány první dva sériové kusy a roku 2015 dodány první dva sériové kusy KJ-500H pro námořnictvo ČLOA.[4]
- Y-9XZ (alias GX-10) – Letoun pro vedení psychologické války. První spatřen roku 2012.[4]
- Y-9G (alias GX-11) – Letoun pro elektronický průzkum a rušení.[4]

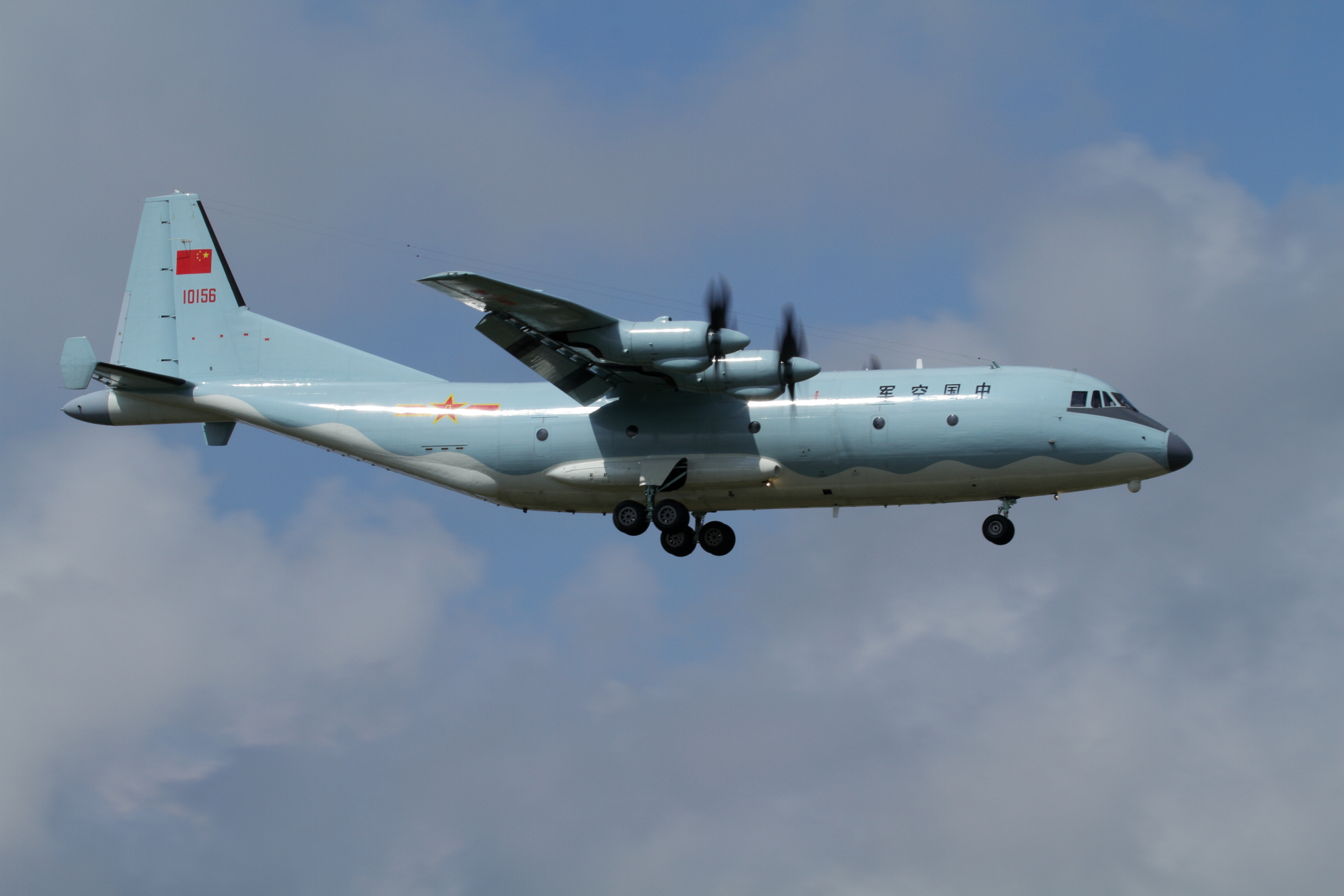
Y-9 během přistání
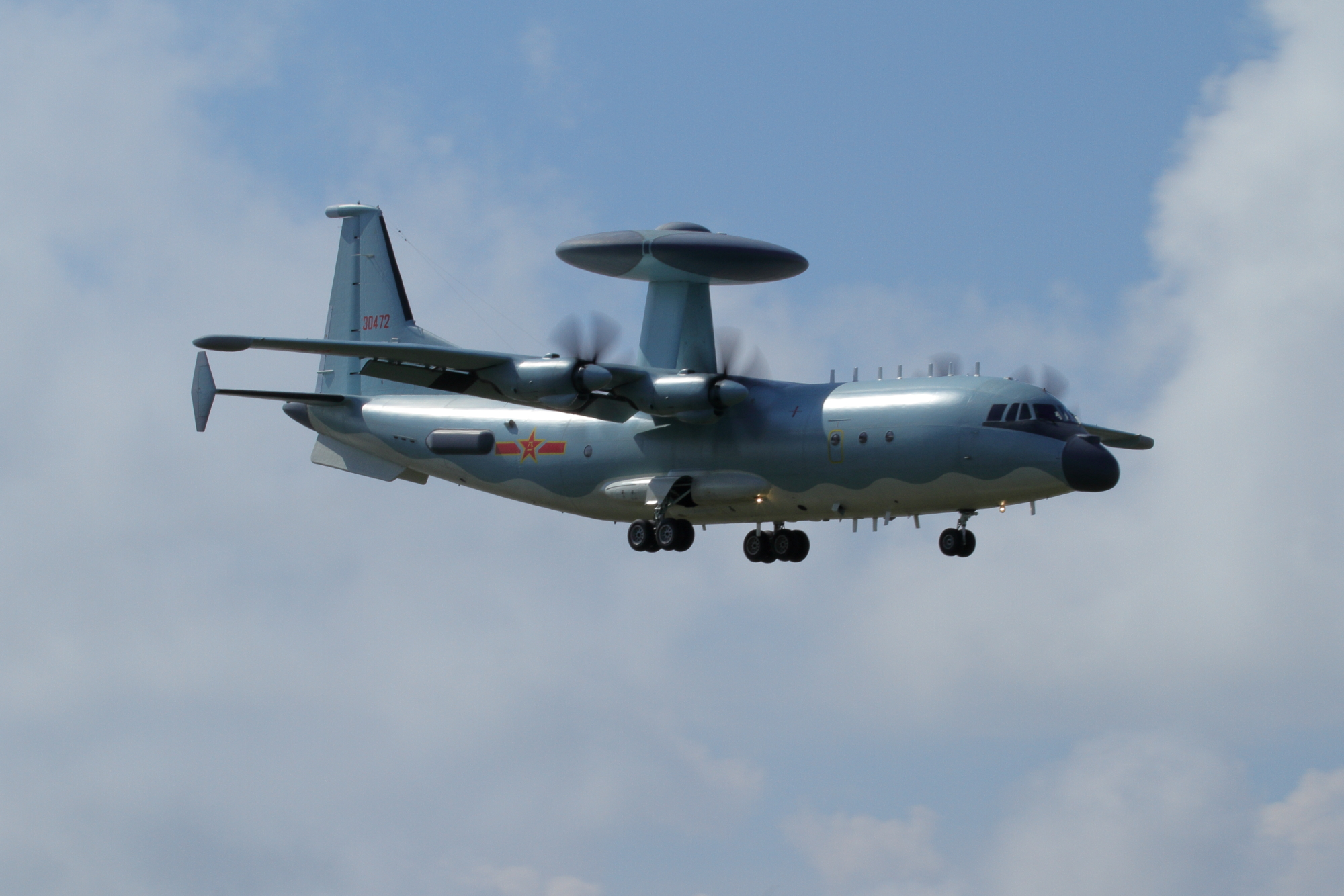
KJ-500
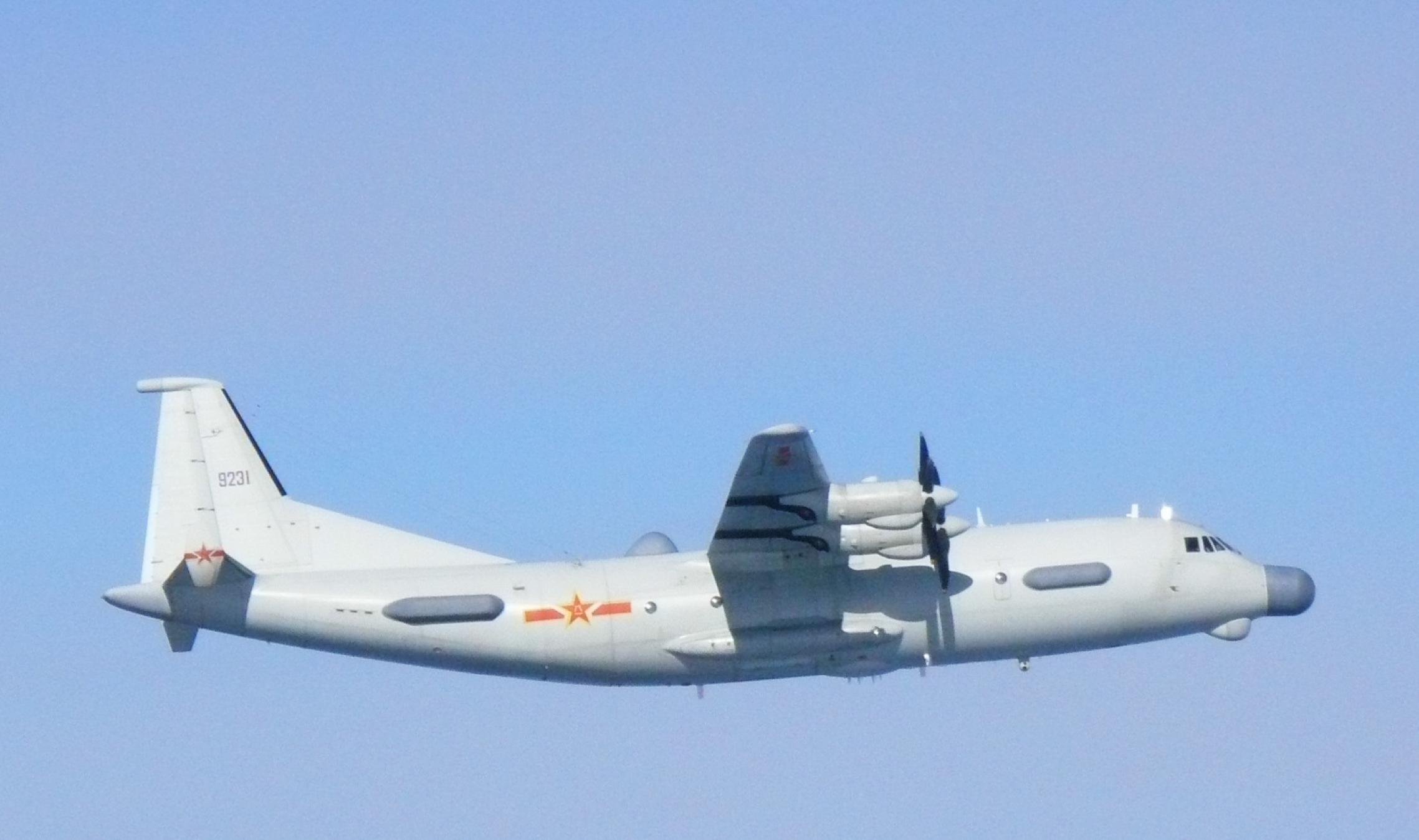
GX-8

## Specifikace (Y-9)

### Technické údaje
- Posádka: 4[2]
- Náklad: 25 tun (98 vojáků, nebo 72 zraněných a 3 ošetřovatelé)[2]
- Délka: 36,8 m
- Rozpětí: 42,8 m
- Výška: 11,975 m
- Hmotnost prázdného letounu: 39 000 kg[2]
- Max. vzletová hmotnost: 65 000 kg[3]
- Pohonná jednotka: 4× turbovrtulový motor Zhuzhou WJ-6C
- Výkon pohonné jednotky: 3805 kW

### Výkony
- Cestovní rychlost: 550 km/h[3]
- Maximální rychlost: 570 km/h[3]
- Dolet 5000 km (2200 km s nákladem 15 tun)[2]
- Dostup: 10 100 m[2]